# Marc Pajot
Marc Pajot (* 21. September 1953 in La Baule) ist ein französischer Segler.

## Leben
Pajot gewann, zusammen mit seinem Bruder Yves, bereits mit 19 Jahren im Flying Dutchman die Silbermedaille an den Olympischen Spielen 1972. 1975 wurde er mit dieser Jolle auch Weltmeister. Danach wechselte er auf Ozeanyachten und segelte im Team von Éric Tabarly, unter anderem im ersten Whitbread Round the World Race 1973. Zusammen mit Tabarly wurde er im Transatlantikrennen Lorient-Bermuda-Lorient 1979 auf dem Hydrofoil Paul Ricard Zweiter.
Weitere Hochseeerfolge folgten, so gewann er 1982 die Einhand-Transatlantikregatta Route du Rhum.
1987 und 1992 erreichte er als Skipper der französischen Teams French Kiss und Ville de Paris jeweils den Halbfinal des Louis Vuitton Cups. 1995 schied sein Team bereits in der Vorrunde aus, genauso wie im Jahr 2000, als er für das Schweizer Team Fast 2000 als Skipper agierte.
Während seiner Karriere als Segelprofi war er auch an der Konstruktion mehrerer Schiffe beteiligt.
Pajot hat mehrere Orden erhalten, darunter den Ordre national du Mérite und den Ordre du Mérite Maritime.

## Werke
- Luc Samson, Marc Pajot: Voile. Hatier, Paris 1985, ISBN 2-7002-0317-2 (formal falsch).
- Marc Pajot: Défi à la Coupe de l’America. éditions Rivages, Paris 1987, ISBN 2-86930-059-X.
- Marc Pajot: Marc Pajot. des J.O. à la Coupe de l’America. éditions Robert Laffont, Paris 1991, ISBN 2-221-07098-4.
- Marc Pajot: La coupe de l’America. notre défi. éditions Robert Laffont, Paris 1992, ISBN 2-221-07100-X.